# Karabagh (Fizouli)
Pour les articles homonymes, voir Karabagh (homonymie).
Karabagh est un village de la région de Fizouli en Azerbaïdjan.

## Population
Selon les statistiques de 2009, la population du village est de 759 personnes.

## Économie
La principale occupation de la population du village est l'agriculture et l'élevage.